# Radical 101
Le radical 101, qui signifie utiliser, est un des 23 des 214 radicaux chinois répertoriés dans le dictionnaire de Kangxi composés de cinq traits.
Le caractère Unicode de 用 est 7528.

## Caractères avec le radical 101
| nombre de traits          | caractères |
| ------------------------- | ---------- |
| Sans trait supplémentaire | 用 甩      |
| 1 traits supplémentaires  | 甪         |
| 2 traits supplémentaires  | 甫 甬      |
| 4 traits supplémentaires  | 甭 甮      |
| 7 traits supplémentaires  | 甯         |